# TV10 (1996-1998)
TV10 was een Nederlandse televisiezender.
TV10 heeft van februari 1996 tot en met 18 december 1998 uitgezonden op het kanaal van het huidige Disney XD / Veronica, daarvoor heette het station TV10 Gold. Het kanaal heeft daarna verschillende namen gekend. Na respectievelijk Fox, Fox 8, Fox en V8 geheten te hebben, werd in 2003 gekozen voor de naam Veronica.
De zender TV10 zond programma’s uit die te vergelijken waren met het zenderaanbod van RTL 5 anno 2004 maar dan zonder de sport. Comedies als Married... with Children, 'Allo 'Allo!, M*A*S*H en Hill Street Blues werden uitgezonden op prime time. TV10 profileerde zich als ‘herhaalzender’: er werden veelal oude, Engelstalige comedyseries op het kanaal vertoond. Ook werd de quiz ‘Vijf Op Een Rij’ dagelijks op TV10 uitgezonden. Een groot verschil met voorganger TV10 Gold was dat eigenaar Wegener Arcade meer zelfgemaakte programma's uitzond en minder vaker series herstartte nadat ze waren afgelopen.
Maar doordat de zender nauwelijks 2,0 procent kijkdichtheid behaalde, was men genoodzaakt tot een drastische herprofilering in 1997. Saban had zich ondertussen ingekocht bij de zender en niet veel later had men een totaal van 90% van de aandelen overgenomen van Wegener Arcade. In juni volgde samenwerking met HMG (het huidige RTL Nederland); HMG nam tevens de laatste 10% over van Wegener Arcade. De samenwerking zorgde ervoor dat TV10 ook programma's van RTL 4 en RTL 5 uit kon zenden. Zo werden Goede tijden, slechte tijden en Liefde Op Het Eerste Gezicht op het kanaal herhaald. De samenwerking leek ideaal voor beide partijen, omdat HMG geen ruimte had oude series en programma's te herhalen en TV10 een te kleine zender was om zelfstandig te blijven te bestaan. HMG had dan ook een optie om 50% van de aandelen over te nemen.
Echter met de start van Fox Kids in augustus 1997 kwam de samenwerking onder spanning te staan. De zender kreeg steeds betere kijkcijfers en Saban wilde ook de avondprogrammering beter laten aansluiten op Fox Kids en zo groei zien in het station. HMG wilde echter het liever als een klein herhaalstation met af en toe wat eigen programma's behouden. In de loop van februari van 1998 werd de samenwerking beëindigd en vanaf maart verdwenen de HMG-programma's van de zender. Met in wezen een gat in de programmering zocht Saban een nieuwe partner. Deze vond men na een lange zoektocht in medeoprichter van Fox Kids Europe, Fox. De nieuwe zendernaam die als gevolg er kwam werd pas op 19 december 1998 in gebruik genomen, zendernaam was Fox. Fox (en het later Fox 8) haalde echter nog lagere percentages dan de oorspronkelijk TV10 van Wegener Arcade: de kijkdichtheid van die televisiezenders schommelde rond de 0,8, alleen de vrijdag en zaterdag scoorde goed.

## Andere stations met de naam 'TV10'
- Het 'Sterrennet' van Joop van den Ende: TV10
- Het digitale station van SBS Broadcasting: TV10